# Connectoom
Een connectoom is een complete kaart van de neurale verbindingen in de hersenen.

## Achtergrond
De term is in 2005 door Olaf Sporns bedacht. De term is geïnspireerd door het onderzoek naar de erfelijke eigenschappen van de mens in het menselijk genoom.
Onderzoek naar connectomen wordt gecoördineerd in het Human Connectome Project, dat op zijn beurt weer gefinancierd wordt door de Amerikaanse National Institutes of Health. Het project beoogt het construeren van een complete kaart van neurale verbindingen in de hersenen van normale gezonde volwassenen.

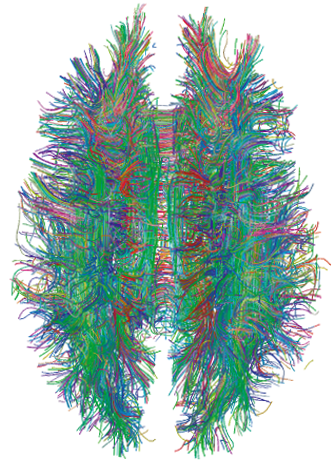
Witte stof verbindingen in de hersenen, zichtbaar gemaakt met tractografie

Het onderzoek naar connectomen, ook wel aangeduid als connectomie, varieert van beschrijving van connecties op microniveau tussen neuronen en synapsen binnen het centrale zenuwstelsel, tot beschrijving op macroniveau van de structurele en functionele verbindingen tussen grote corticale en subcorticale gebieden. De structurele verbindingen worden gevormd door de axonen of witte stof. Tussen deze twee uitersten wordt ook op mesoniveau gekeken naar de verbindingen tussen groepen of populaties van neuronen binnen bepaalde regio’s. Een voorbeeld hiervan zijn corticale kolommen of minikolommen; verticaal gegroepeerde clusters van neuronen en hun uitlopers die als kleine functionele eenheden functioneren. Het uiteindelijke doel is het verzamelen en analyseren van data van connectomen waarin zowel de micro-, meso- als macroniveaus zijn verwerkt.

## Niveaus van structurele beschrijving

### Microniveau
In het verleden is baanbrekend werkt verricht met microscopische technieken zoals het kleuren van individuele zenuwcellen met golgikleuring, of het injecteren van stoffen waarmee tractussen (neurale verbindingen) tussen zenuwcellen zichtbaar konden worden gemaakt. Dit gebeurde in post-mortemonderzoek van weefselpreparaten die onder de lichtmicroscoop werden bekeken. Met de methode van golgikleuring van individuele cellen bleef het echter lastig de langere trajecten en projecties in kaart te brengen.
Zo zijn er op microniveau pogingen gedaan connectomen te beschrijven op het niveau van verbindingen tussen zenuwcellen en synapsen van dieren zoals de worm Caenorhabditis elegans., of op het niveau van gedeeltelijke connectomen van het netvlies, en van de primaire visuele schors. van de muis. Van het laatste bestaat er een publiek toegankelijke 12 TB data- in het zogeheten Open Connectome Project.

### Macroniveau
De menselijke hersenen zijn te vergelijken met een snelwegennet. De structurele verbindingen (zoals de snelwegen) maken daarbij communicatie of verkeer tussen de steden mogelijk, kortom: vormen tevens de functionele verbindingen. Het in kaart brengen van structurele en functionele verbindingen in de hersenen is mogelijk geworden door ontwikkeling van nieuwe niet-invasieve technieken zoals diffusion tensor imaging (DTI) en fMRI. De eerste techniek maakt het mogelijk via tractografie de belangrijkste bundels witte stof of tractussen in de hersenen zichtbaar te maken. Dit geldt zowel de corticocorticale als corticothalamische verbindingen. fMRI maakt het mogelijk belangrijke gebieden in de hersenen te identificeren die tijdens een toestand van rust of tijdens taakverrichting actief zijn, en functioneel met elkaar zijn verbonden. Functionele connectiviteit tussen twee hersengebieden is daarbij gedefinieerd als de mate van correlatie tussen patronen van activiteit in deze gebieden. Door stuk voor stuk zo alle hersengebieden te bekijken, kan uiteindelijk van het totale brein de functionele connectiviteit worden opgespoord.
Met deze aanpak is het ook mogelijk gebleken zogenaamde hubs te identificeren. Dit zijn substations of knooppunten van informatieverkeer in de hersenen, die vooral een rol spelen in de coördinatie van informatiestromen in de hersenen. Interessant is ook een benadering aangeduid als functional parcellation: het opsporen van lokale gebieden in de hersenen met specifieke functionele kenmerken en connectiviteitspatronen zoals bijvoorbeeld de cortex cingularis.

## Efficiëntie van netwerken in de hersenen
Een aantal studies heeft aangetoond dat netwerken in de hersenen een efficiënte organisatie kennen, waarin sprake is van zowel een sterke lokale clustering (korte verbindingen) als een beperkt aantal langeafstandverbindingen. Dit organisatieprincipe dat bekendstaat als het Small-World model is gekenmerkt door een hoge mate van globale efficiëntie in communicatie. Bovendien blijkt dat dat deze netwerken ook tijdens rust en 'niets doen' actief zijn. Dit suggereert dat ook tijdens een toestand van rust er sprake is van neuronale activiteit in de hersenen, waarbij grote delen van de hersenen actief met elkaar communiceren. Door Raichle zijn dergelijke netwerken aangeduid als het defaultnetwerken.

## Ontwikkeling
Bij jonge baby's, en zelfs al bij vroeggeborenen, blijken uit onderzoek met fMRI zowel de structurele als de functionele verbindingen van netwerken in de hersenen reeds voltooid. Dit geldt voor zowel de lange- als de korteafstandsverbindingen van de witte stof De basale architectuur van deze netwerken blijkt niet veel te verschillen van die van netwerken in het brein van volwassenen. Omstreeks de geboorte is er sprake van een explosieve groei van onderlinge contacten (synapsen), met een piek van onderlinge verbindingen rondom het tweede jaar. Dit wil niet zeggen dat de hersenen functioneel gezien dan al 'af' zijn: latere verfijningen van trajecten moeten nog plaatsvinden, onder andere door een proces als pruning ('wegsnoeien' van overbodige synaptische verbindingen)

## Individuele verschillen
Een mogelijk probleem bij het in kaart brengen van de algemene kenmerken van de functionele organisatie van de hersenen is de grote individuele verschillen in de structurele en anatomische kenmerken van de menselijke hersenen. Olaf Sporns ziet het in kaart brengen van individuele verschillen in connectiviteitspatronen daarom als belangrijke tweede stap in het onderzoek, naar analogie van het menselijk genoom waarbij naast algemene ook individuele kenmerken van belang zijn gebleken. Een interessante vraag is ook in hoeverre eigenschappen als intelligentie, of gedragsstoornissen als schizofrenie verband houden met bepaalde specifieke of afwijkende patronen van connectiviteit in de hersenen.